# Баттіади
Баттіади (Βαττιάδαι) — давньогрецька династія царів Кирени та усієї Киренаїки. Правили з 630 до 440 роки до н. е. назва походить від засновника династії — Батта I.

## Історія
Походження своє ведуть від критських та ферських аристократичних родів. У 630 році Батт заснував місто Кирена (воно дало в подальшому назву усієї області — Киренаїка). Економічні підвалини держави заклав Аркесілай I. За правління його наступника — Батта II держава значно розширилася завдяки притоку грецьких колоністів та захоплення земель у лівійських племен. З цього моменту датуються також контакти династії Баттіадів з правителями Єгипту — спочатку це були фараони, згодом сатрапи Перської імперії.
У 525 році Баттіади визнають владу Персії. Водночас набуває гострої форми протиріччя між знаття та царями. Це призвело до повалення у 518 та 515 роках до н. е. влади Аркесілая III. Втім за Батта IV влада Баттіадів відновилася (завдяки підтримці персів). З цього моменту до середини 460-х років до н. е. триває розквіт могуті Баттіадів.
Поразка Перської імперії у війнах із греками спричинила зменшення підтримки влади царів-Баттіадів. У свою чергу громадяни міст Киренаїки піднялися проти влади царя. Зрештою у 440 році до н. е. влада Баттіадів в містах Киренаїки впала. Останнім відомим представником династії був поет Каллімах.

## Царі з династії Баттіадів
- Батт I, цар у 630–600 роках до н. е.
- Аркесілай I, цар у 600–583 роках до н. е.
- Батт II, цар у 583–560 роках до н. е.
- Аркесілай II, цар у 560–550 роках до н. е.
- Леарх, цар у 550 році до н. е.
- Батт III, цар у 550–530 роках до н. е.
- Аркесілай III, цар у 530–515 роках до н. е.
- Батт IV, цар у 515–465 роках до н. е.
- Аркесілай IV, цар у 465–440 роках до н. е.